# Michael Page (harcművész)
Michael Jerome Reece-Page (St Mary's Hospital, 1987. április 7. –) brit kick-bokszoló, ökölvívó és MMA-sportoló. Szokatlan küzdőstílusa miatt ismert, 2023-ban második volt a Bellator váltósúlyú ranglistáján. Beceneve Venom, nevének rövidítése így gyakran csak MVP.

## Fiatalkora
Michael Page Londonban született Curtis Page Sr. és Pauline Reece gyermekeként, akik mindketten harcművészek voltak. Apja a British Telecomnak dolgozott, trinidadi származású, míg anyja jamaicai, nővér. Stan Brown lau gar-mester unokaöccse, aki apját is edzette. Kilenc testvére van, akik közül hárman adoptáltak. Page a Quintin Kynaston Iskolába járt. Szinte a teljes családja harcművész volt, ezt követően lépett rokonai nyomdokaiba.

## Címek

### Kick-box
- World Combat Games
  - 2010-es World Combat Games ezüstérmes (félerő)
- World Association of Kickboxing Organizations
  - 2011-es W.A.K.O. Irish Open ezüstérmes (félerő)
  - 2009-es W.A.K.O.-világbajnokság ezüstérmes (félerő)
  - 2009-es W.A.K.O. Irish Open ezüstérmes (félerő)
  - 2009-es W.A.K.O. osztrák világkupa aranyérmes (könnyűerő)
  - 2009-es W.A.K.O. osztrák világkupa aranyérmes (félerő)
  - 2008-as W.A.K.O. Irish Open ezüstérmes (félerő)
  - 2008-as W.A.K.O. osztrák világkupa aranyérmes (félerő)
  - 2007-es W.A.K.O.-világbajnokság aranyérmes (félerő)
- World Kickboxing Association
  - 2009-es WKA-világbajnokság bronzérmes (könnyűerő)
  - 2009-es WKA-világbajnokság aranyérmes (félerő)
- International Sport Karate Association
  - 1998-as US Open ISKA World Martial Arts-bajnokság aranyérmes (félerő)

### MMA
- Bellator MMA
  - Bellator váltósúly elődöntős
  - Holtverseny (Douglas Limával) a legtöbb kiütéses és alévetéses győzelem a váltósúlyú divizó történetében (9)[10]
  - Holtverseny (Douglas Limával) a legtöbb kiütéses győzelem a váltósúlyú divizó történetében (8)[10]
  - Legtöbb kiütéses győzelem a Bellator történetében (10)[10]
- World MMA Awards
  - 2016: Az év kiütése, Evangelista Santos ellen, Bellator 158[11]
- MMAjunkie
  - 2016. július: A hónap kiütése, Evangelista Santos ellen[12]
  - 2016: Az év kiütése, Evangelista Santos ellen[13]
- Sherdog
  - Sherdog Top 10: Az MMA történetének legjobb ütései (4. helyezett) Evangelista Santos ellen[14]
  - Sherdog Top 10: Bellator MMA-kiütések (2. helyezett) Evangelista Santos ellen[15]
  - 2016: Az év kiütése, Evangelista Santos ellen[16]
- theScore
  - 2016 legkeményebb kiütései (1. helyezett) Evangelista Santos ellen[17]
- Bleacher Report
  - 2016: Az év kiütése, Evangelista Santos ellen[18]

## Mérkőzések

### MMA
| Eredmény | Teljesítmény | Ellenfél           | Típus              | Esemény                 | Dátum                | Menet | Idő  | Helyszín                |
| -------- | ------------ | ------------------ | ------------------ | ----------------------- | -------------------- | ----- | ---- | ----------------------- |
| Vereség  | 20–2         | Logan Storley      | PONT               | Bellator 281            | 2022. május 13.      | 5     | 5:00 | London, Anglia          |
| Győzelem | 20–1         | Douglas Lima       | PONT               | Bellator 267            | 2021. október 1.     | 3     | 5:00 | London, Anglia          |
| Győzelem | 19–1         | Derek Anderson     | TKO/Doktori döntés | Bellator 258            | 2021. május 7.       | 1     | 5:00 | Uncasville, Connecticut |
| Győzelem | 18–1         | Ross Houston       | PONT               | Bellator 248            | 2020. október 10.    | 3     | 5:00 | Párizs, Franciaország   |
| Győzelem | 17–1         | Shinsho Anzai      | KO                 | Bellator & Rizin: Japan | 2019. december 29.   | 2     | 0:23 | Szaitama, Japán         |
| Győzelem | 16–1         | Giovanni Melillo   | KO                 | Bellator London 2       | 2019. november 23.   | 1     | 1:47 | London, Anglia          |
| Győzelem | 15–1         | Richard Kiely      | KO                 | Bellator 227            | 2019. szeptember 27. | 1     | 2:42 | Dublin, Írország        |
| Vereség  | 14–1         | Douglas Lima       | KO                 | Bellator 221            | 2019. május 13.      | 2     | 0:35 | Rosemont, Illinois      |
| Győzelem | 14–0         | Paul Daley         | PONT               | Bellator 216            | 2019. február 16.    | 5     | 5:00 | Uncasville, Connecticut |
| Győzelem | 13–0         | David Rickels      | TKO                | Bellator 200            | 2018. május 25.      | 2     | 0:43 | London, Anglia          |
| Győzelem | 12–0         | Fernando Gonzalez  | Alávetés           | Bellator 165            | 2016. november 19.   | 3     | 5:00 | San José, Kalifornia    |
| Győzelem | 11–0         | Evangelista Santos | KO                 | Bellator 158            | 2016. július 16.     | 2     | 4:31 | London, Anglia          |
| Győzelem | 10–0         | Jeremie Holloway   | Alávetés           | Bellator 153            | 2016. április 22.    | 1     | 2:15 | Uncasville, Connecticut |
| Győzelem | 9–0          | Charlie Ontiveros  | TKO                | Bellator 144            | 2015. október 23.    | 1     | 3:20 | Uncasville, Connecticut |
| Győzelem | 8–0          | Rudy Bears         | KO                 | Bellator 140            | 2015. július 17.     | 1     | 1:05 | Uncasville, Connecticut |
| Győzelem | 7–0          | Nah-Shon Burrell   | PONT               | Bellator 128            | 2014. október 10.    | 3     | 5:00 | Thackerville, Oklahoma  |
| Győzelem | 6–0          | Ricky Rainey       | TKO                | Bellator 120            | 2015. május 17.      | 1     | 4:29 | Southaven, Mississippi  |
| Győzelem | 5–0          | Ramdan Mohamed     | Alávetés           | Super Fight League 15   | 2013. április 12.    | 1     | 3:48 | Mumbai, India           |
| Győzelem | 4–0          | Ryan Sanders       | KO                 | Bellator 93             | 2013. március 21.    | 1     | 0:10 | Lewiston, Maine         |
| Győzelem | 3–0          | Haitham El-Sayed   | TKO/Doktori döntés | Super Fight League 7    | 2012. november 2.    | 1     | 2:15 | Mumbai, India           |
| Győzelem | 2–0          | Miguel Bernard     | Alávetés           | UCMMA 27                | 2012. április 7.     | 1     | 1:43 | London, Anglia          |
| Győzelem | 1–0          | Ben Dishman        | TKO                | UCMMA 26: The Real Deal | 2012. február 4.     | 1     | 1:05 | London, Anglia          |

### Ökölvívás
| Eredmény | Teljesítmény | Ellenfél         | Típus | Menet, idő  | Dátum             | Helyszín                  |
| -------- | ------------ | ---------------- | ----- | ----------- | ----------------- | ------------------------- |
| Győzelem | 2–0          | Michal Ciach     | KO    | 2 (4), 0:18 | 2018. június 15.  | York Hall, London, Anglia |
| Győzelem | 1–0          | Jonathan Castano | TKO   | 3 (4), 2:15 | 2017. október 20. | O2, London, Anglia        |

### Kick-box
| Eredmény | Teljesítmény | Ellenfél         | Esemény  | Típus | Menet | Idő  | Dátum               | Helyszín       |
| -------- | ------------ | ---------------- | -------- | ----- | ----- | ---- | ------------------- | -------------- |
| Győzelem | 1–0          | Jefferson George | UCMMA 29 | KO    | 2     | 2:04 | 2012. augusztus 18. | London, Anglia |